# Шеохар (округ)
Шеохар (хинди शिवहर जिला; англ. Sheohar) — самый маленький по площади округ на севере индийского штата Бихар. Образован в 1994 году из части территории округа Ситамархи. Административный центр — город Шеохар (англ.). Площадь округа — 443 км². По данным всеиндийской переписи 2001 года население округа составляло 515 961 человек. Уровень грамотности взрослого населения составлял 35,27 %, что значительно ниже среднеиндийского уровня (59,5 %).